# 首都高速3號澀谷線

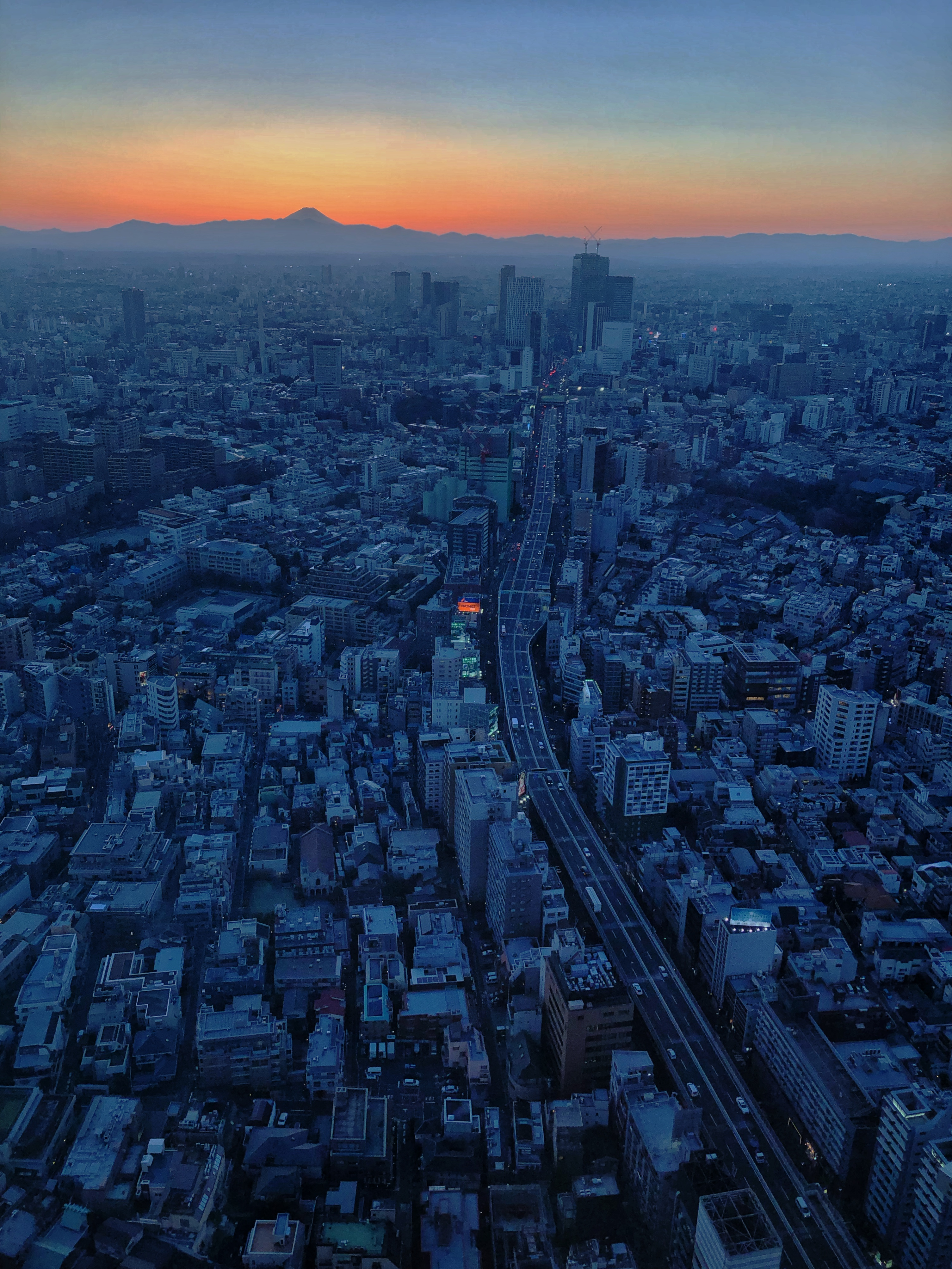
从六本木新城向西看东京的天际线，澀谷線穿城而去

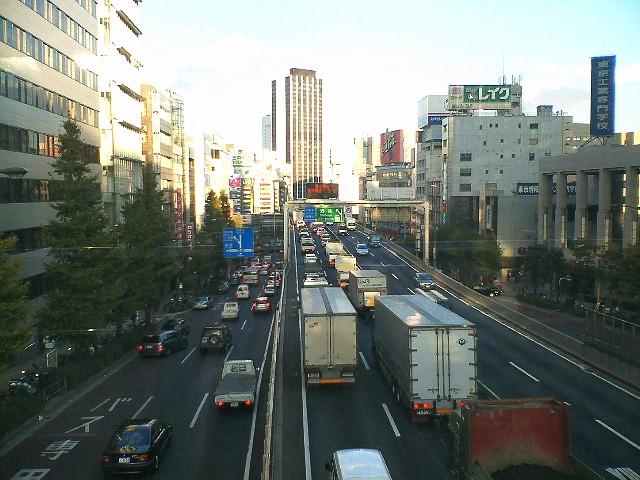
澀谷出入口附近的澀谷線

首都高速道路3號澀谷線（日语：／ Shuto kōsoku 3 gō Shibuya sen */?）是日本東京都港區谷町交流道開始，至同都世田谷區用賀出入口直通東名高速道路的首都高速道路路線。此路連接都心環狀線與東名高速道路，交通極端繁忙，同時也是亞洲公路1號線的一部份。
大橋系統交流道可連接中央環狀線。

## 概要
「都道首都高速3號線I期」是指東京都千代田區隼町（三宅坂系統交流道）至澀谷區道玄坂1丁目，全長6.7公里的路線。其中，從隼町至與都道首都高速2號分岐線連接的谷町系統交流道區間稱作「首都高速都心環狀線」。谷町系統交流道往西一般稱作「首都高速3號澀谷線」。

## 歷史
1962年（昭和37年）1月20日，澀谷4丁目青山學院大學附近的暫定出入口至道玄坂1丁目（澀谷出入口）的1.3公里區間動工，1964年（昭和39年）10月1日開通。谷町系統交流道至澀谷4丁目區間於1963年（昭和38年）動工，1967年（昭和42年）9月2日開通。谷町系統交流道至高樹町區間則是配合放射22號線（六本木通）從20米拓寬至40米的工程興建。原先建設時規劃都電可在高架下行駛，但完工後都電已廢止運行。因此，現在高架橋墩還可見都電架線用的金屬零件。六本木交差點至西麻布交差點（建設時稱霞町交差點）的下方有日比谷線通過，因此採用地樑跨過地下鐵構造，上部由橋墩直接支撐，不設橫樑的設計。西麻布交差點是與放射22號線一同以雙層高架跨越環狀4號線（外苑西通）。之後，道路在青山學院大學轉入地下以穿越該校球場。澀谷站前後區間須穿過穿過擁擠的街道和鐵路，因此採用安全且對交通阻礙小的預力混凝土橋（澀谷高架橋）。
道玄坂1丁目的澀谷出入口與用賀出入口區間於1968年（昭和43年）3月8日動工，1971年（昭和46年）12月21日開通。大半區間是在放射4號線（玉川通）上方。玉川通在道玄坂與三軒茶屋之間的路寬達40公尺，三軒茶屋以西則為30公尺，因此中間的澀谷（都心方向）、池尻（郊外方向）、三軒茶屋（都心方向）三個出入口都設於三軒茶屋以東。玉川通與道玄坂通交會的道玄坂上交差點（建設時稱上通交差點），因地形因素，玉川通由地下通過，並由建設省委託與首都高速高架下部構造進行整體施工。從此處至世田谷區新町1丁目交差點有取代路面電車東急玉川線的東急新玉川線（2000年改稱東急田園都市線）於地下並行。由於東急地下鐵的主體結構作為首都高速的基礎，需要同時施工，因此下部構造有一部分是委託東京急行電鐵（現：東急）施工。部分站房與新町交差點周邊則是由東急委託首都高速道路公團施工。道路在用賀1丁目交差點往北轉離玉川通，至環狀8號線交會處為止是用地收購區間，該區間設有用賀本線收費站。用賀一帶居民在當時強力反對收購，並針對土地收購價格上訴至最高裁判所，然而最後由首都高速道路公團勝訴。

### 年表
- 1964年（昭和39年）10月1日：澀谷4丁目（暫定出入口） - 澀谷出入口開通。
- 1967年（昭和42年）9月2日：谷町系統交流道 - 澀谷4丁目（暫定出入口）開通。
- 1971年（昭和46年）12月21日：澀谷出入口 - 用賀開通，全線開通[7]。同時連接東名高速道路。
- 2010年（平成22年）3月28日：大橋系統交流道啟用，與中央環狀線新宿線連接。
- 2015年（平成27年）3月7日：大橋系統交流道與中央環狀品川線連接。
- 2019年（令和元年）12月19日：澀谷入口（用賀、東名方向）啟用[8]。

## 出入口
- 出入口編號欄背景色為■部分代表已啟用。
- 全線都位於日本東京都內。
- 澀谷出入口以外的4個出入口都是半交流道。用賀出入口的反方向是東名高速道路東京交流道。

| 出入口編號                                       | 中文設施名     | 日文設施名      | 英文設施名 | 接續路線名         | 起點起計（公里） | 備註                 | 所在地 |
| ------------------------------------------------ | -------------- | --------------- | ---------- | ------------------ | ---------------- | -------------------- | ------ |
| -                                                | 谷町JCT        |                 |            | 首都高速都心環狀線 | 0.0              |                      | 港區   |
| 301                                              | 高樹町出入口   |                 |            | 六本木通           | 1.7              | 谷町方向出入口       | 港區   |
| 302                                              | 澀谷出入口     |                 |            | 六本木通           | 3.2              | 用賀、東名方向出入口 | 澀谷區 |
| 303                                              | 澀谷出入口     | 國道246號玉川通 | 4.2        | 谷町方向出入口     |                  |                      | 澀谷區 |
| -                                                | 大橋JCT        |                 |            | 首都高速中央環狀線 | 5.0              |                      | 目黑區 |
| 304                                              | 池尻出入口     |                 |            | 國道246號玉川通    | 5.6              | 用賀、東名方向出入口 | 目黑區 |
| 304                                              | 池尻出入口     | 世田谷區        |            | 國道246號玉川通    | 5.6              | 用賀、東名方向出入口 |        |
| 305                                              | 三軒茶屋出入口 |                 |            | 國道246號玉川通    | 6.0              | 谷町方向出入口       |        |
| -                                                | 用賀PA 用賀TB  |                 |            | -                  | 11.3             | 谷町方向             |        |
| 307                                              | 用賀出入口     |                 |            | 環八通             | 11.7             | 谷町方向出入口       |        |
| E1 東名高速公路 靜岡、名古屋、名神京都、大阪方向 |                |                 |            |                    |                  |                      |        |

## 交通量
24小時交通量（台）　道路交通調查
| 區間                          | 平成17（2005）年度 | 平成22（2010）年度 | 平成27（2015）年度 |
| ----------------------------- | ------------------ | ------------------ | ------------------ |
| 谷町系統交流道 - 高樹町出入口 | 98,145             | 86,981             | 79,862             |
| 高樹町出入口 - 澀谷出入口     | 98,145             | 79,210             | 71,273             |
| 澀谷出入口 - 大橋系統交流道   | 98,145             | 75,636             | 66,742             |
| 大橋系統交流道 - 池尻出入口   | 98,145             | 106,584            | 108,193            |
| 池尻出入口 - 三軒茶屋出入口   | 98,145             | 118,110            | 117,498            |
| 三軒茶屋出入口 - 用賀出入口   | 98,145             | 105,691            | 105,308            |

（來源：「平成22年度道路交通センサス （页面存档备份，存于）」・「平成27年度全国道路・街路交通情勢調査 （页面存档备份，存于）」（國土交通省網頁））
- 令和2年度預定實施的交通量調査因嚴重特殊傳染性肺炎的影響而延期[9]。

## 圖片

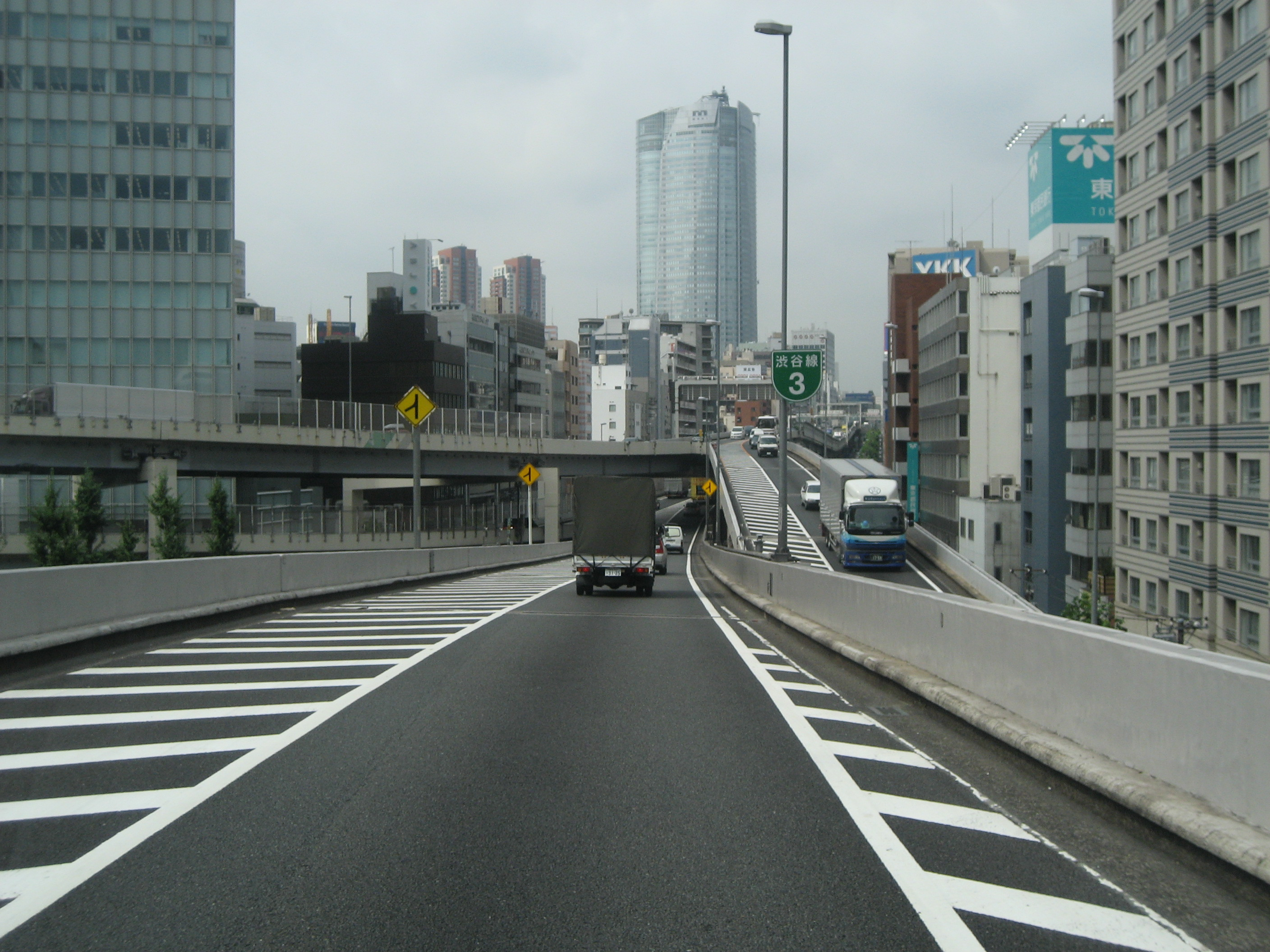
谷町系統交流道附近
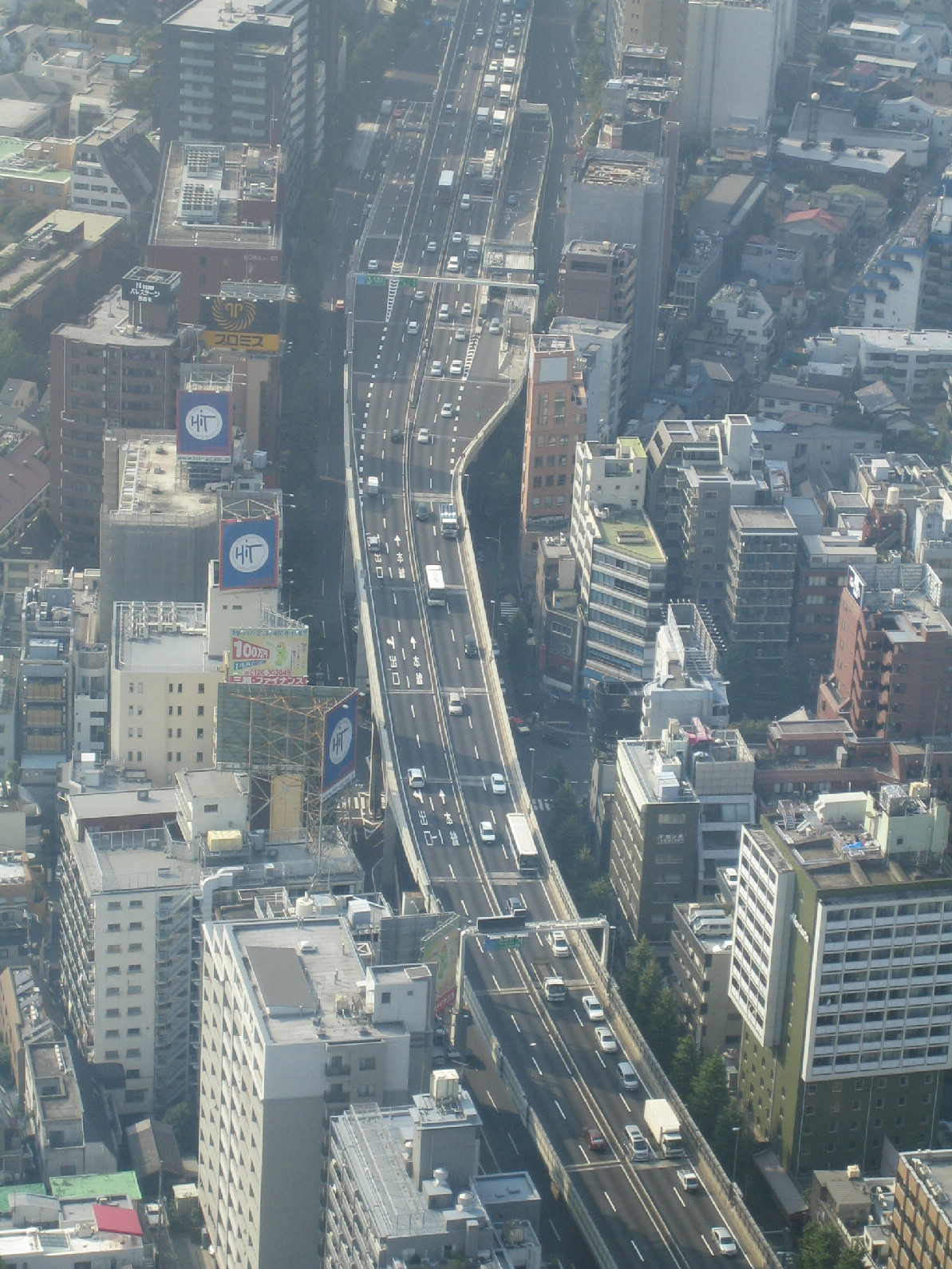
由六本木新城俯瞰高樹町附近的澀谷線
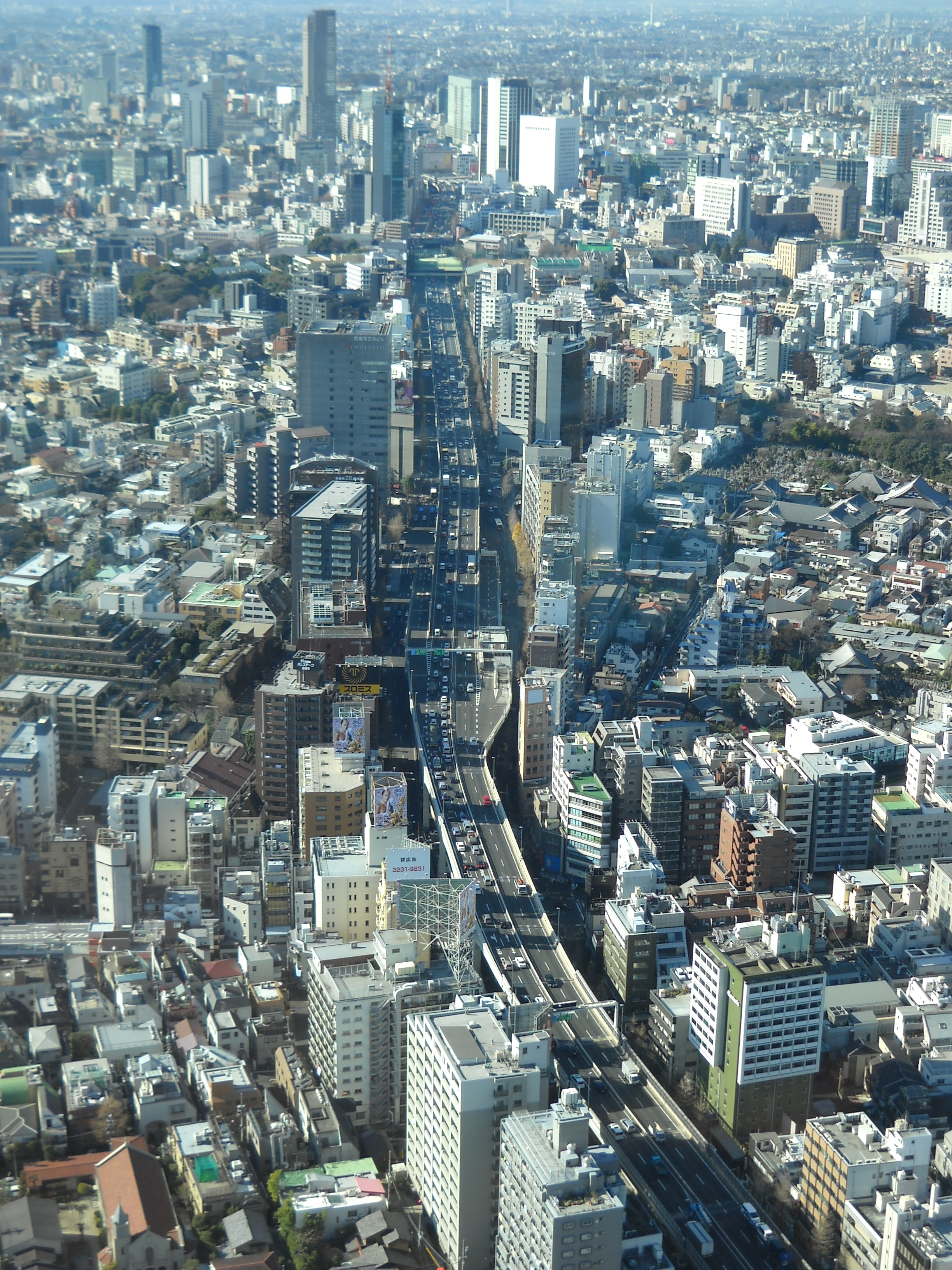
六本木遠望高樹町出入口與澀谷出入口方向
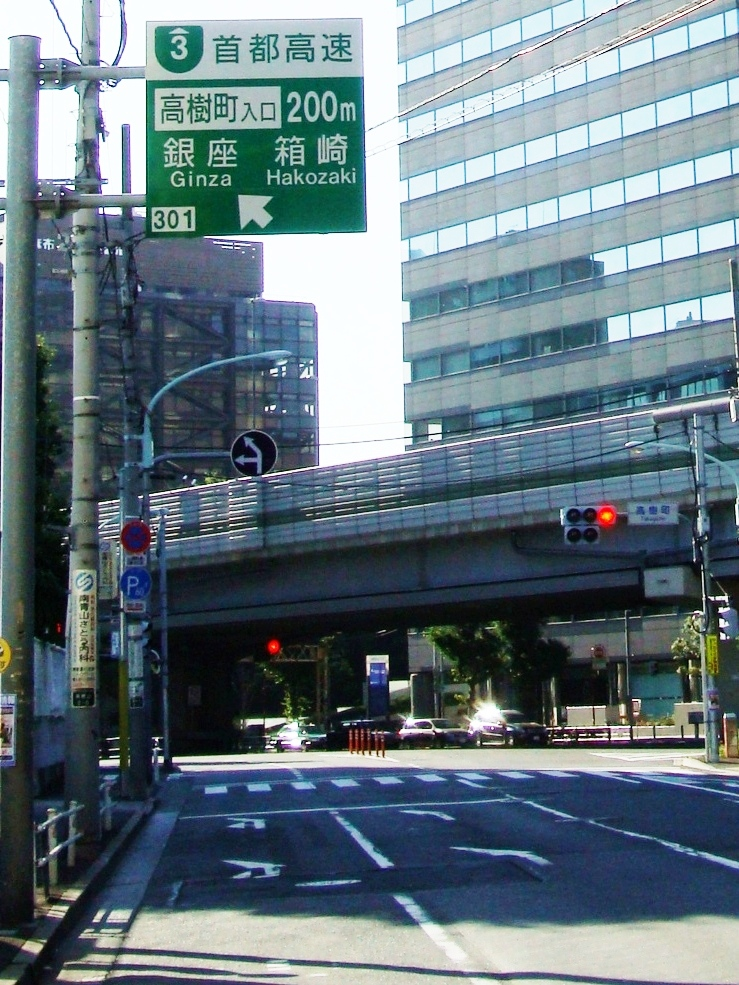
高樹町出入口附近 （骨董通（日语：骨董通り））
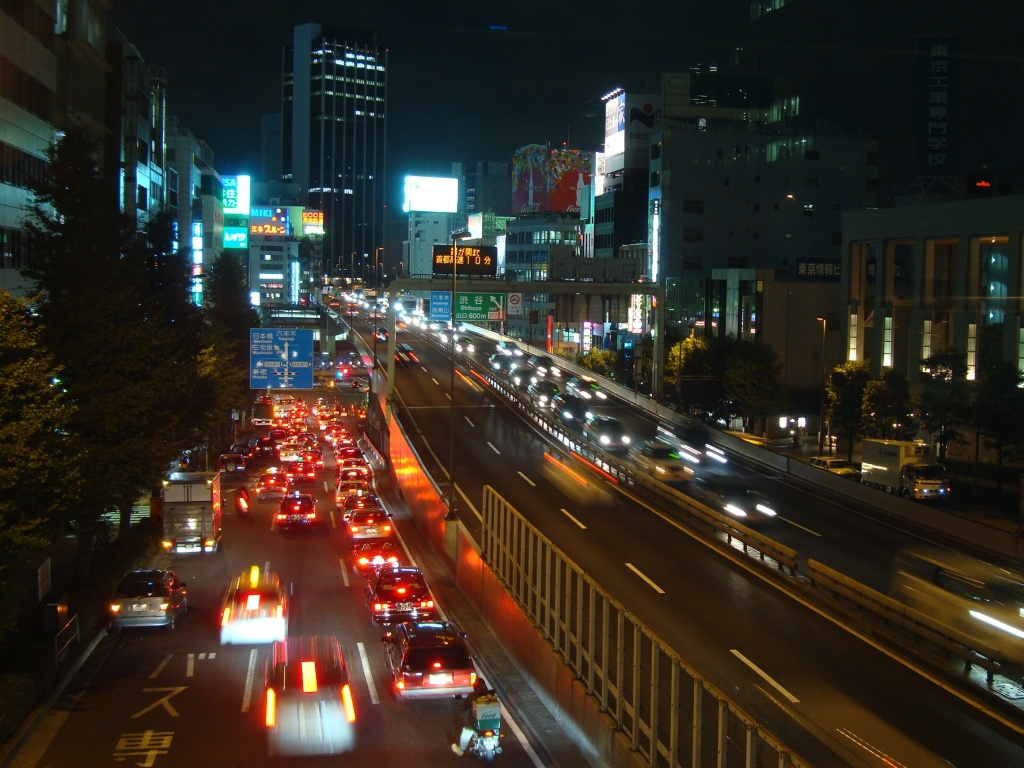
與國道246號並行的首都高速3號澀谷線（澀谷附近）
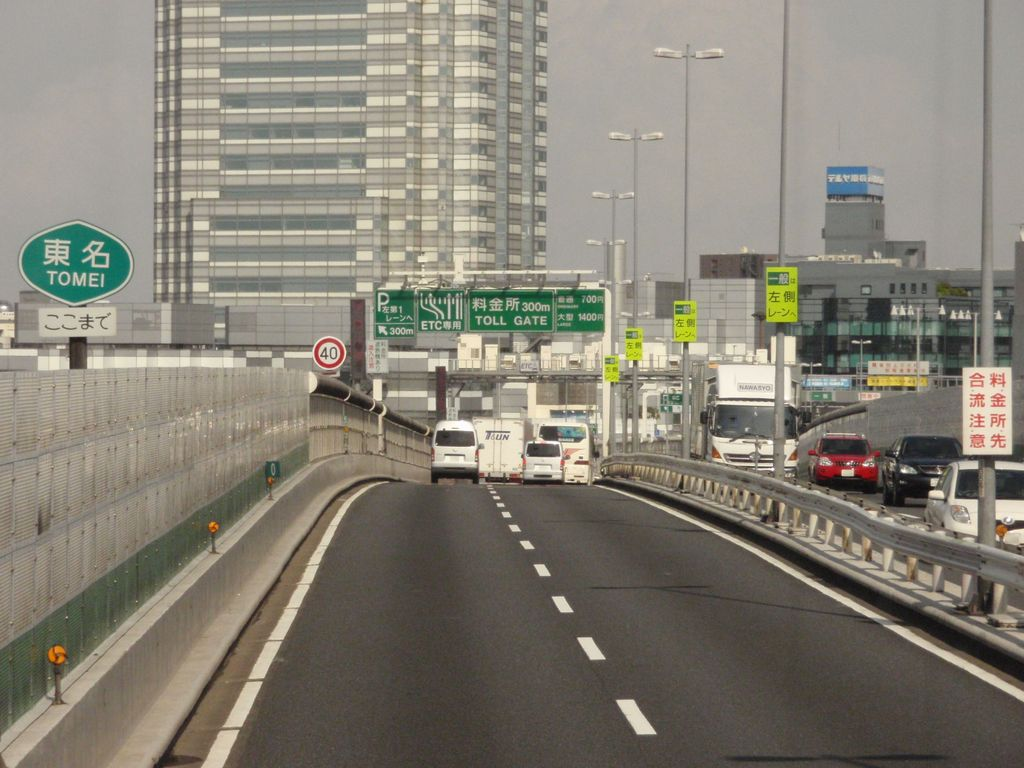
東名高速道路與首都高速3號澀谷線交界一帶
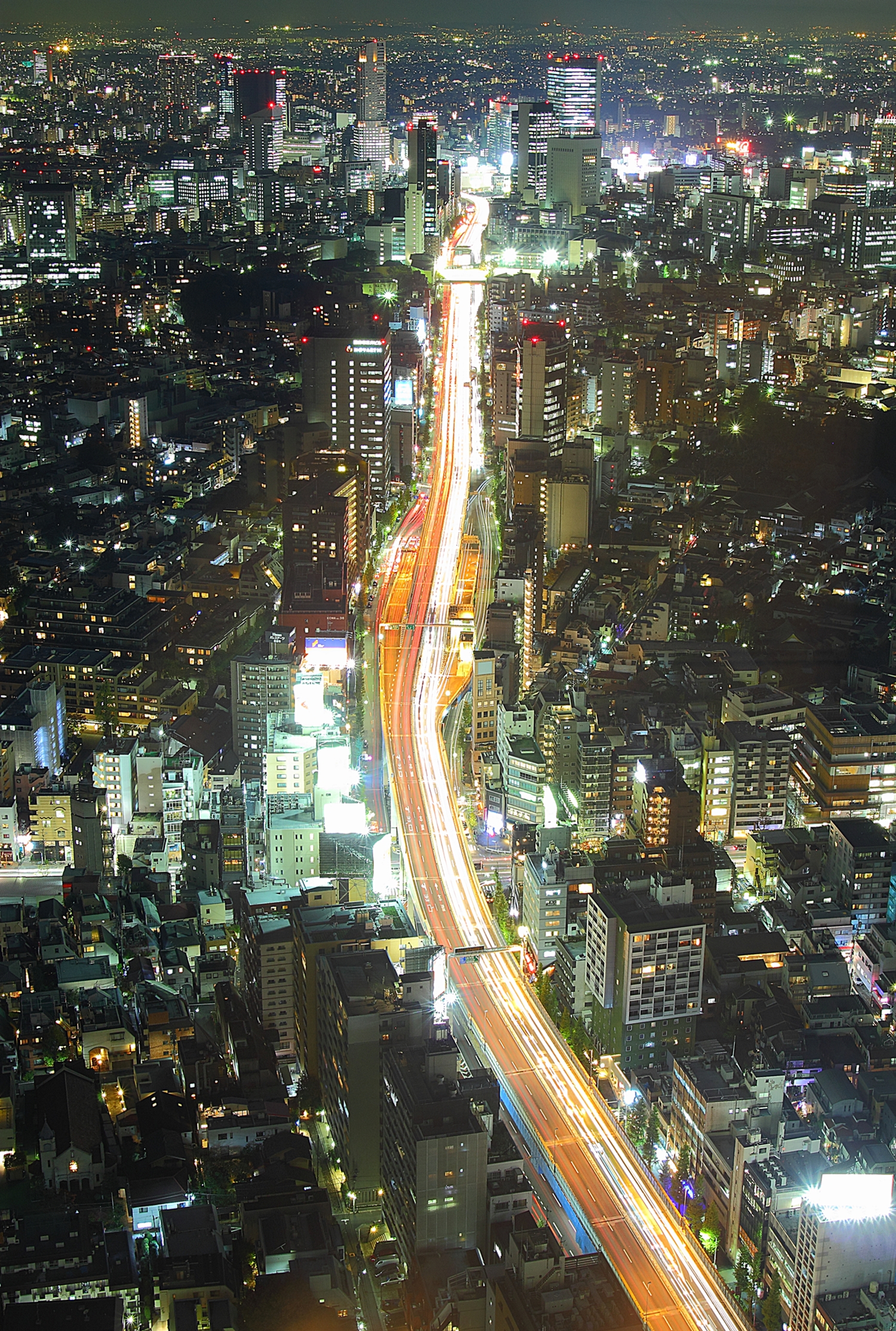
夜晚的首都高速3號澀谷線（六本木之丘眺望）

### 備註
1. ↑  法定路線名稱，與首都高速3號澀谷線的起終點不同
2. ↑  法定路線名稱，與首都高速2號目黑線的起終點不同。谷町系統交流道 - 一之橋系統交流道間稱做首都高速都心環狀線

## 外部連結
- 首都高速道路株式會社 （页面存档备份，存于）